# Mylitta Fluctus
Mylitta Fluctus is een lavastroom op de planeet Venus. Mylitta Fluctus werd in 1991 genoemd naar Mylitta, een Semitische godin.
De fluctus is met een lengte van 1250 kilometer een van de grootste stromen op Venus en bevindt zich in het gelijknamige quadrangle Mylitta Fluctus (V-61). Het zeer brede overstromingsgebied strekt zich uit naar het noorden vanaf de bron in het zuiden aan de rand van de hoogvlakte van Lada Terra tot in het laagland Lavinia Planitia.